# 1993 w nauce

## Astronomia
- James Peebles – Nagroda Henry Norris Russell Lectureship przyznawana przez American Astronomical Society.
- John C. Mather – Nagroda Dannie Heineman Prize for Astrophysics przyznawana przez American Astronomical Society.

## Nagrody Nobla
- Fizyka – Russell Alan Hulse, Joseph Hooton Taylor
- Chemia – Kary Mullis, Michael Smith
- Medycyna – Richard Roberts, Phillip Sharp